# Belgiens damlandslag i ishockey
Belgiens damlandslag i ishockey representerar Belgien i ishockey för damer. 
Den 5 januari 2000 spelade Belgien sin första damlandskamp i ishockey, och förlorade med 2-5 mot Nederländerna . Laget rankas på 26:e plats på IIHF:s världsrankinglista 2010 och vid Ishockey-VM 2011 spelar Belgien i Div III .